# 賴德 (新南威爾斯州)
賴德，舊譯孻，是澳洲新南威爾斯州悉尼的城區，在悉尼商業中心區西北13公里、帕拉馬塔（Parramatta）以東8公里。賴德是賴德市地方政府區域的行政中心，以及北城區（Northern Suburbs）的一部分。該城區位處帕拉馬塔河（Parramatta River）北岸。

## 歷史
一說指賴德以懷特島的賴德（Ryde）命名。又有一說指其名稱源於G.M.波普（G.M. Pope）。他來自懷特島的賴德，在當地定居下來，開設了「賴德商店」（Ryde Store）。
賴德是澳洲第三古老的聚落，僅次於悉尼和帕拉馬塔。帕拉馬塔河和蘭科夫河（Lane Cove River）之間的整個地區，最初以原住民名稱稱為「Wallumetta」，後名為「Field of Mars」。「賴德」一名1840年代起使用，1870年訂為自治市的名稱。城區的維多利亞路有澳洲最早的定居者平房──Addington。Addington約1800年由刑滿開釋犯James Stewart建造。James Shepherd1810年買了該物業，在原砂岩平房上加建了一個六房住宅。
該地區其他歷史建築有維多利亞路（Victoria Road）的警署韋蘭德拉街（Willandra Street）的威蘭德拉大宅。該警署為簡單的砂岩建築，1837年由殖民地建築師莫提梅·路易斯（Mortimer Lewis）設計。Willandra是一幢兩層高的喬治王朝時期住宅，1845年由由德夫林（Devlin）家族建造，最近用作美術展覽館，以及賴德與地區歷史協會（Ryde and District Historical Society）的總部。Willandra和警署均列入了澳洲國家不動產登記冊（Register of the National Estate）。Wade街的Riversdale平房，是眾著名內河船船長Robert Gascoigne的居所。他約1900年在該地區居住。
賴德游泳中心（Ryde Swimming Centre）已拆卸，現改建為賴德水上運動休閒中心（Ryde Aquatic Leisure Centre）。2000年悉尼奧運會水球項目在此舉行。

## 商業區
上賴德（Top Ryde）位處山頂，是賴德的區（包括城區的商業區），在德夫林街（Devlin Street）和布萊克斯蘭路（Blaxland Road）交界。上賴德城（Top Ryde City）是當地興建中的大型購物中心。上賴德購物中心原址為澳洲同類的第二個購物中心。
上賴德是賴德議會辦公樓和圖書館的所在地。
2RRR悉尼的是地區電台，以88.5 FM廣播賴德地區。

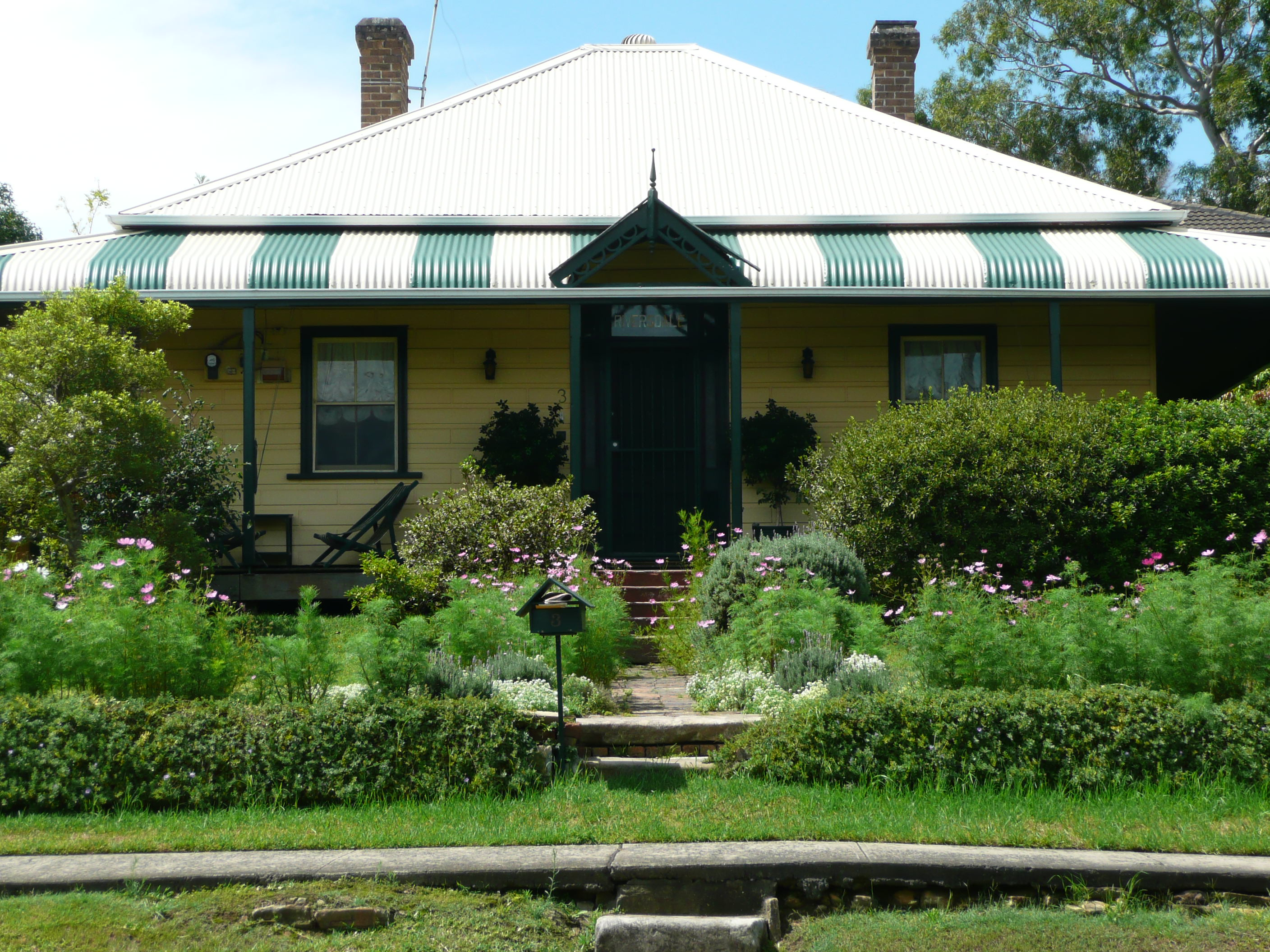
內河船船長的舊住所──Riversdale

## 學校
賴德的公立學校有賴德中學（Ryde Secondary College）和賴德公立學校（Ryde Public School）。該地區也設有數家私立學校，如賴德聖十字中學（Holy Cross College Ryde）。悉尼德國國際學校 （页面存档备份，存于）1992-2008年在賴德辦學，2008年8月遷至泰利山（Terrey Hills）。

## 教堂
教堂街的聖公會聖安妮堂（St Anne's Anglican Church）1826年建造，後來擴建。該教堂是賴德早期的重要建築，現列入澳洲國家不動產登記冊（Register of the National Estate）。教堂內安放了「老奶奶」瑪麗·安·史密斯（Maria Ann Sherwood Smith）的墓。「老奶奶」史密斯1868年在果園繁殖出澳洲青蘋（Granny Smith），後人便以她命名該種。每年，伊士活（Eastwood）城區舉辦澳洲青蘋節（Granny Smith Festival）紀念「老奶奶」史密斯。
教堂街也是賴德韋斯利聯合教會（Ryde Wesley Uniting Church）的所在地。
河城教堂（River City Church） （页面存档备份，存于）是區內新建的教堂之一，位於帕拉瑪塔河岸上的米多班克（Meadowbank），與新建的謝波德茲灣社區中心（Shepherds Bay Community Centre）為鄰。

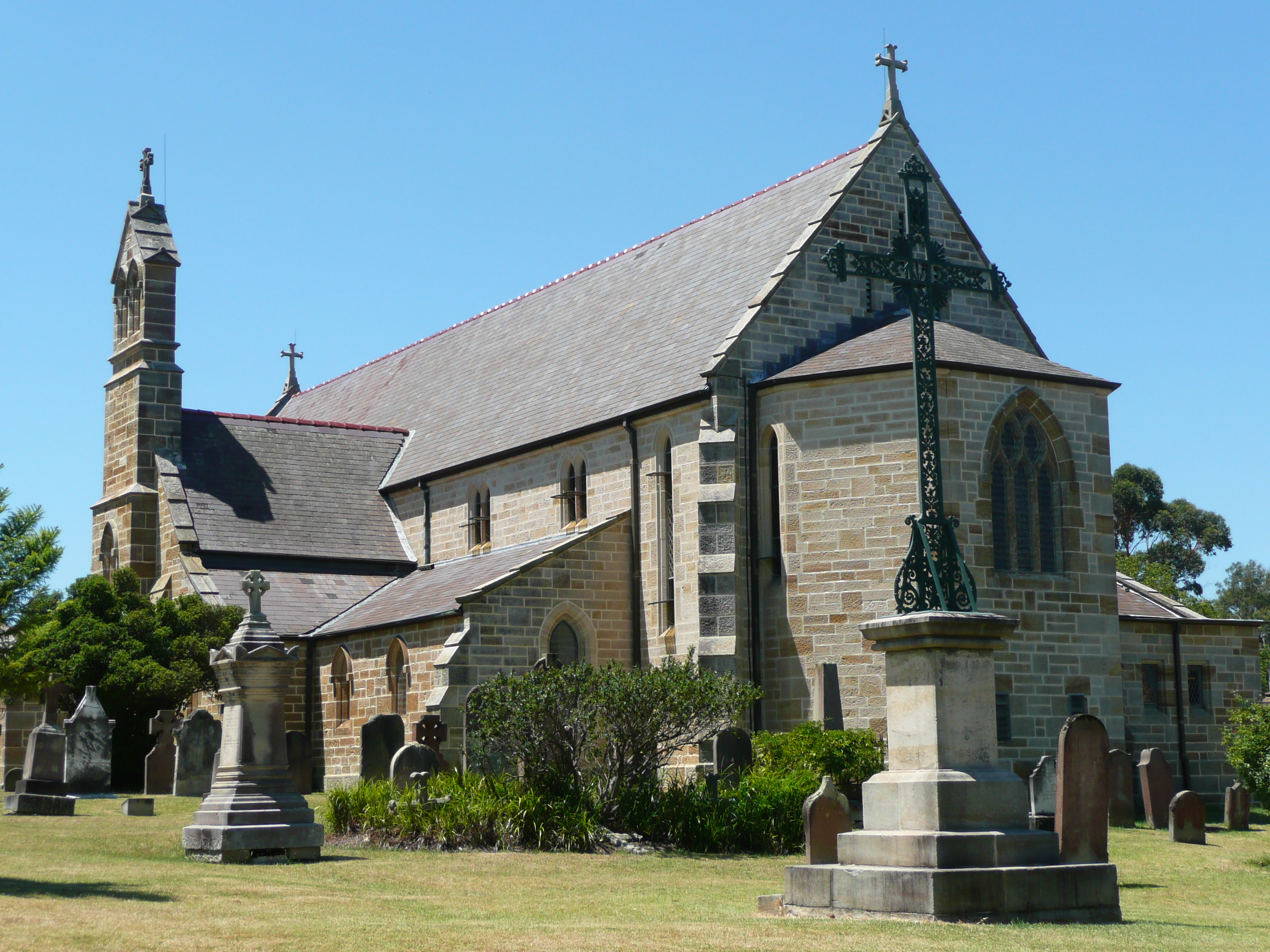
維多利亞路的聖嘉祿·鮑祿茂天主堂（Catholic Church of St Charles Borremeo，1851年）
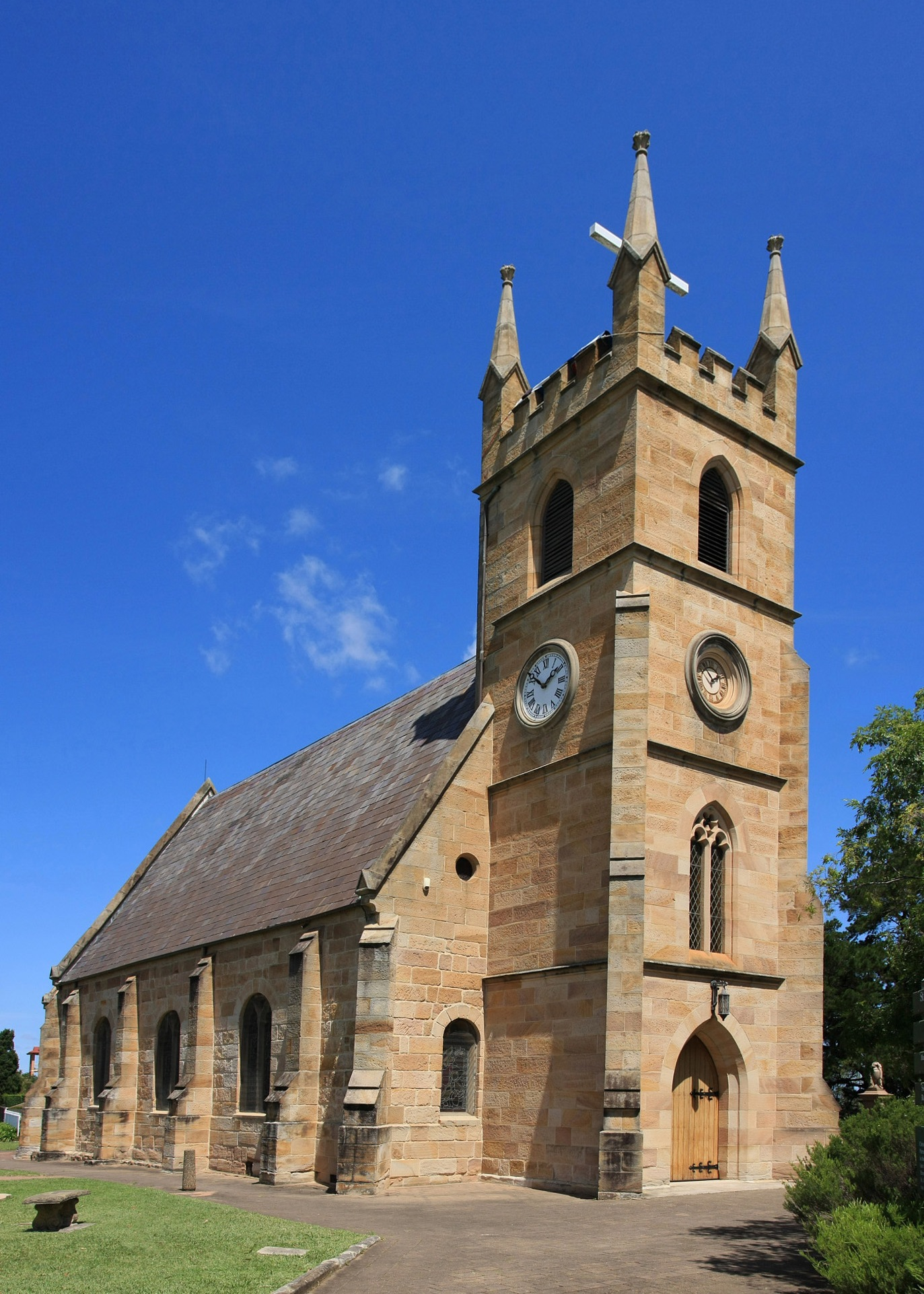
教堂街的聖公會聖安妮堂
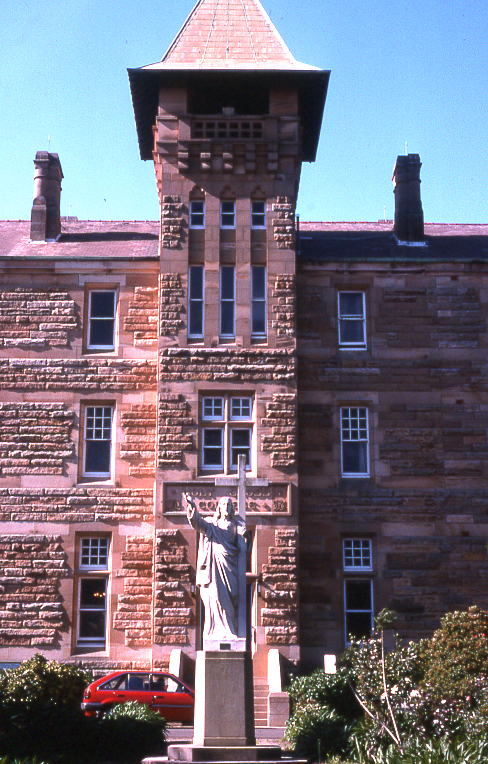
維多利亞路的聖十字中學
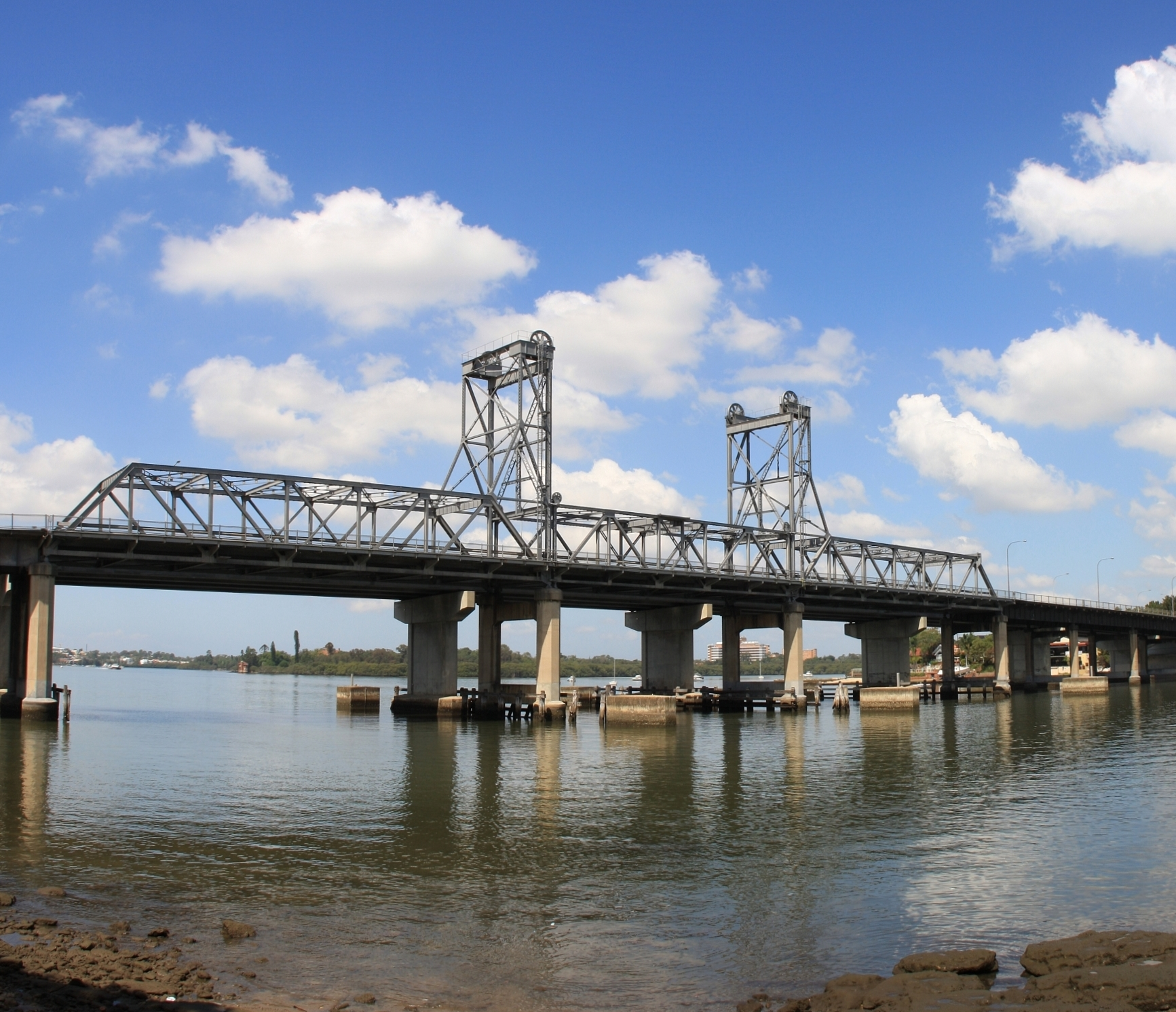
賴德大橋

## 公園和娛樂
聖羅莎公園（Santa Rosa Park）位於採石場路（Quarry Road）和大橋路（Bridge Road）之間，設有一條獨立的步行與單車徑。公園用於足球和板球運動。Gannan公園昔日為採石場和磚廠，現可從巴納法院（Buna Court）、Minga街和麥考利公園（McAuley Park）前往。
賴德游泳池（Ryde Pool）是2000年悉尼奧運會水球項目的場地。該池現由賴德市議會擁有。

## 著名居民
- 莫拉斯（卡伦·莫拉斯，1954年賴德出生），奧運會游泳銅牌得主、世界紀錄保持者。
- 約翰·沃特金斯（英语：John Watkins (Australian politician)） - 新南威爾斯州前副總理、前交通部長、前財政部長。

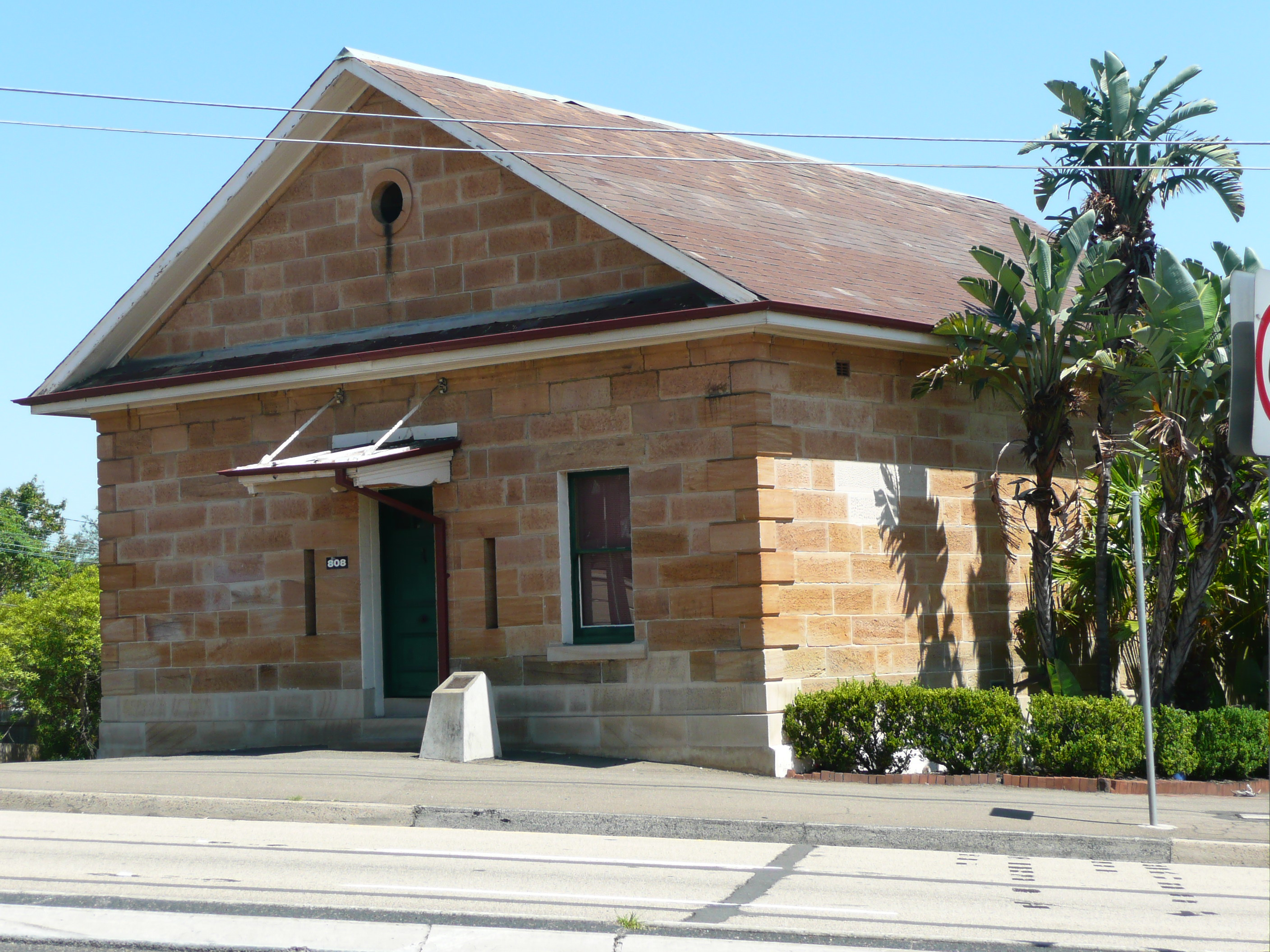
維多利亞路的警署，由殖民地建築師莫提梅·路易斯設計
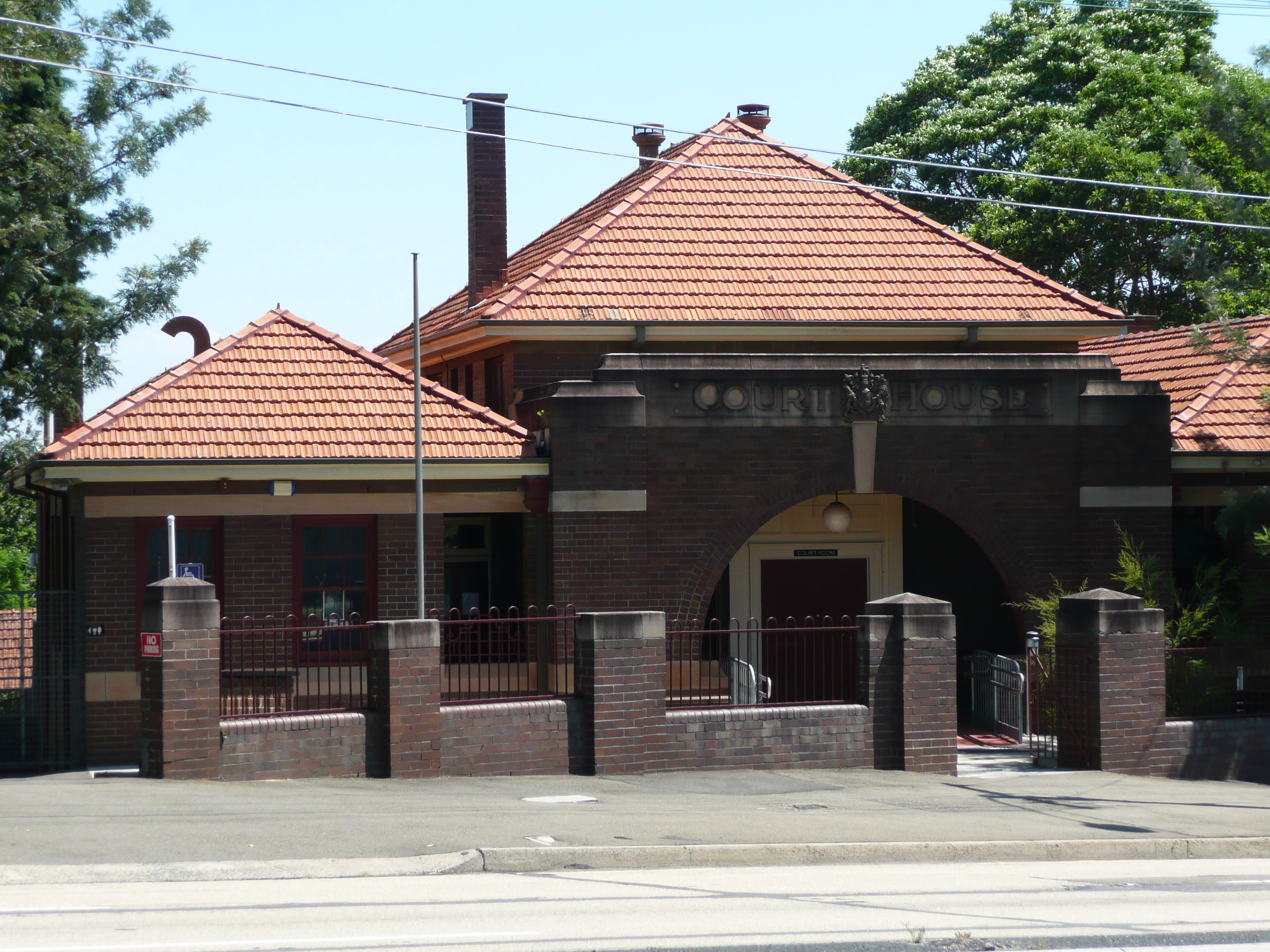
維多利亞路的法院
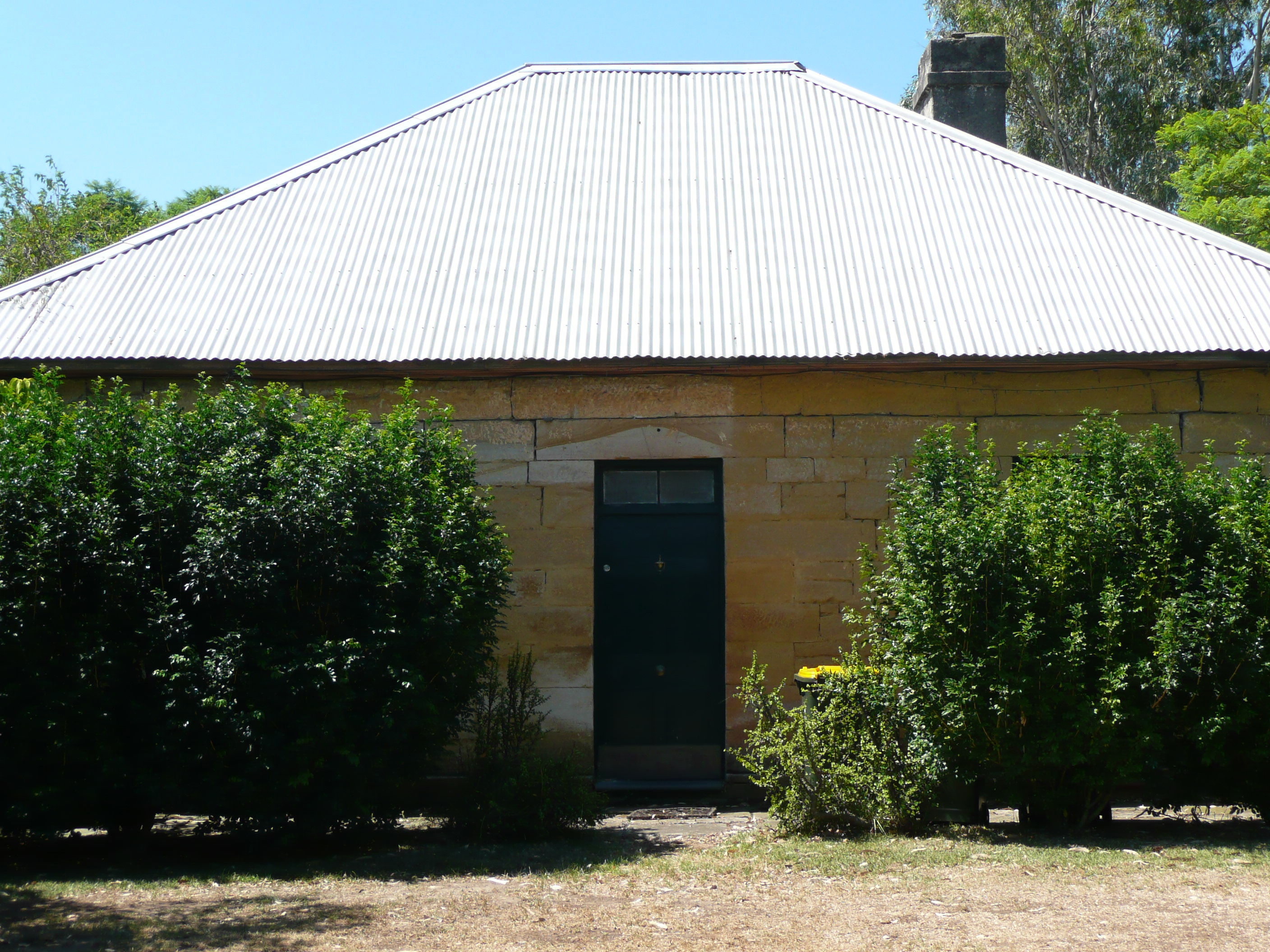
維多利亞路的Addington平房，建於約1800年
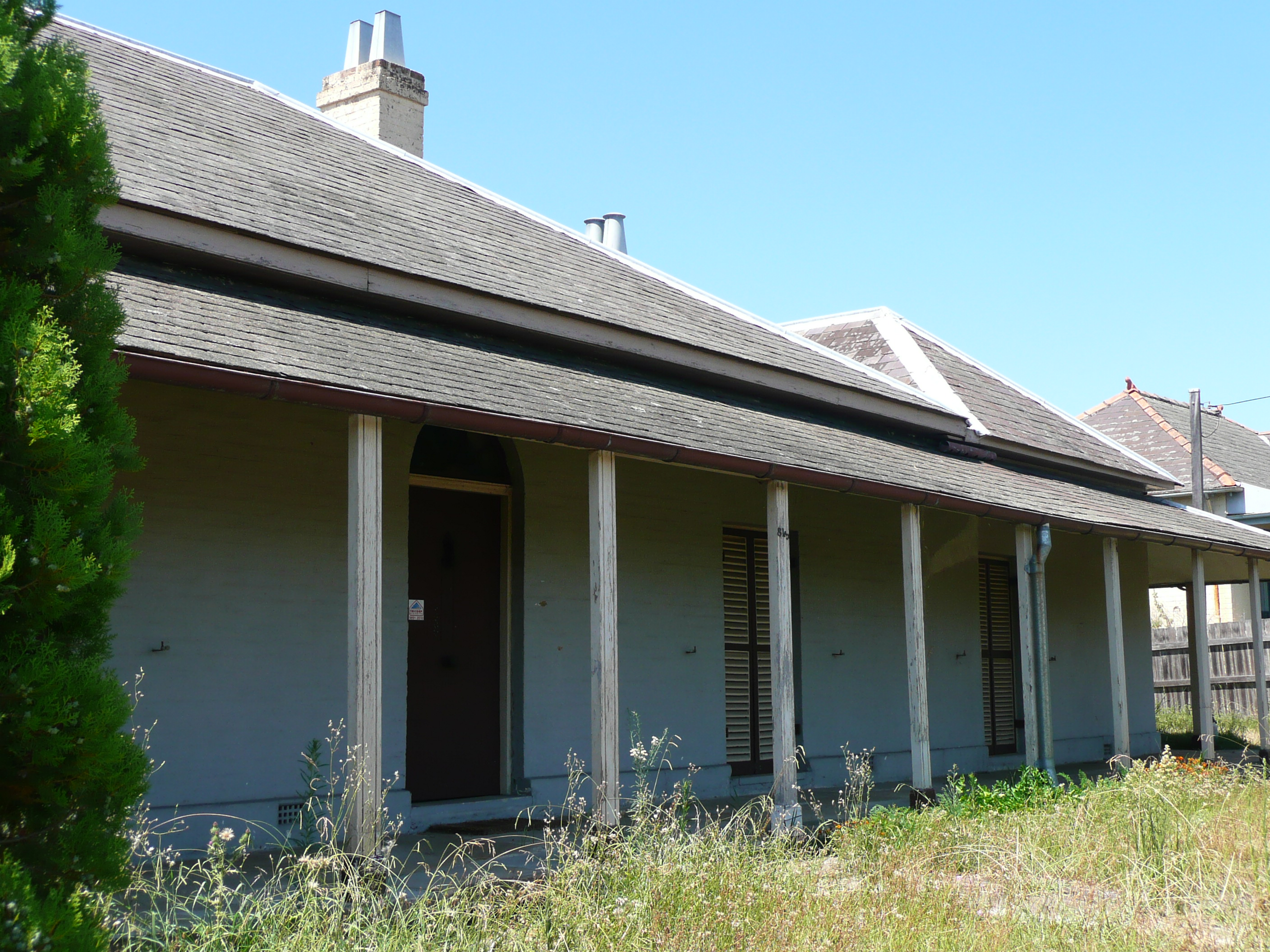
加建後的Addington